# رنگینک طوق‌طلایی
رنگینک طوق‌طلایی (نام علمی: Manacus vitellinus) نام یک گونه از سرده رنگینک‌های بال‌کوتاه است.